# 川岸一超
川岸 一超（かわぎし かずゆき、1983年3月7日 - ）、は、日本の実業家。芸能タレントプロデュース並び、IT芸能・開発運営企業『株式会社ICH』代表取締役、ライバーを中心とするインフルエンサーのマネージメント・マーケティング会社『株式会社ENPASS』代表取締役。父親は芸能事務所『浅井企画』元専務、川岸咨鴻。東京都出身、日本大学卒業。

## 概要
1983年生まれ。東京都出身。日本大学高等学校、日本大学を卒業後、大手芸能プロダクション『株式会社ケイダッシュ』に入社。
2年半、南野陽子のマネージャーを経て、広報部、文化人部門立ち上げに従事。
文化人部門ではフードコーディネーター・SHIORIのマネージャーとなり、著書「作ってあげたい彼ごはん」をシリーズ累計400万部を突破する。
2016年に同社を退社。同年に「次世代型エンターテイメントトップサービスを作る」こと目標に、『株式会社ICH』を設立。次世代エンターテイメント業界に向けたアプリサービス提供やWEB制作などのIT事業と、広報業で培ったPR事業を主軸としている。
2020年1月、株式会社ENPASSを設立。ライバーを中心としたインフルエンサーのマネージメントとマーケティングを開始する。

## 略歴
- 2005年 - ケイダッシュに入社し南野陽子[1]のマネージャーを務める。
- 2007年 - ケイダッシュ広報担当に異動。
- 2016年 - 株式会社ICH設立。
- 2020年 - 株式会社ENPASS設立。

## マネージャー時代
大学卒業後に大手芸能事務所・ケイダッシュに入社。
俳優・女優部門では渡辺謙、高橋克典、モデル部門では押切もえ、山田優、お笑い部門ではオードリー、スザンヌなど数々の著名人が在籍する会社にマネージャー職として着任。
主に南野陽子のマネージャーを2年半担当した。

## PR・広報・宣伝時代
マネージャー職のあと広報の部署に移動。現場で培ったガッツと制作の声をPRに活かす。
当時の広報部は2人しかいない部署で、「広報部でもマネジメント機能をもち、売り上げをたてたらどうだろう」と当時ケイダッシュがやってなかった文化人マネジメントを立ち上げ。1～2年で数億という売上を上げることに成功した。

## 文化人マネージメント
ケイダッシュに所属するフードコーディネーター・SHIORIの著書 「作ってあげたい彼ごはん」のPR担当。シリーズ累計400万部を突破するベストセラー。
当初、22才だった料理家のSHIORIは「10代から自分と同世代向けの料理ブームを起こす。若い女の子に向けた、可愛い料理本をつくる」と、ずっと熱い想いと夢を語っていた。まだその頃は主婦向けの料理本しかありませんでした。そこでタレントに見合った熱意をプロモーションに結び付けることで「質」を世の中に広めることに成功。テレビへのブッキングを増やす一方、売上数もうなぎのぼりに。発売2年で200万部を達成。その頃から「露出より質」を大切にするプロモーション展開に変えて、SHIORI本人が昔から出演を希望していたNHKの『今日の料理』への出演。結果ロングヒットにつながる結果となった。

## 起業
2016年にケイダッシュを退社後、同年に『株式会社ICH』を設立。
「次世代型エンターテイメントトップサービスを作る」ことを目標にアプリサービス提供やWEB制作などのIT事業、広報業で培ったPR事業に特化した会社を起業する。
2020年1月、新たに株式会社ENPASSを設立。ライバーを中心としたインフルエンサーのマネージメントとマーケティングを開始する。

## 父親
川岸 咨鴻（かわぎし ことひろ）
栃木県出身、1940年8月31日（84歳）。
藤圭子の初代マネージャーを経て、浅井企画の専務取締役を45年間勤める。コント55号の萩本欽一、坂上二郎をはじめ、小堺一機、関根勤、キャイ〜ンなど数々の一流お笑いタレントを世に出す。
また小堺一機と関根勤が下北沢の劇場でライブを始めた時は観客が3人で、そこからどんどん増えていき、30年後に最後は武道館をいっぱいにした。
現在、株式会社ICH会長を務める。

### 映画
- 欽ちゃんのシネマジャック（東宝配給） - プロデューサー[7]
- 関根勤初監督「騒音」（スールキートス配給） - エグゼクティブ・プロデューサー